# Ramdasoma peethodaris
Ramdasoma peethodaris is een vliesvleugelig insect uit de familie van de Eurytomidae. De wetenschappelijke naam werd voor het eerst geldig gepubliceerd in 1994 door T. C. Narendran.